# Cuento de Navidad (serie de televisión)
Cuento de Navidad es una serie de televisión melodramática mexicana de corte infantil-familiar producida por Eugenio Cobo para Televisa, emitida en época decembrina de 1999 y 2000. La serie es una versión de la historia navideña A Christmas Carol, de Charles Dickens y siendo adaptada para televisión por Salvador Jarabo y Alba García. Se estrenó por el Canal de las Estrellas el 20 de diciembre de 1999 en sustitución de Serafín y finalizó el 7 de enero de 2000 siendo reemplazado por Amigos por siempre.
Esta protagonizada por Fernando Colunga y Chantal Andere junto con un reparto coral conformado por Mariana Levy, Itatí Cantoral, Leticia Calderón, Mauricio Islas, Julio Alemán, Luz María Aguilar, Manuel Ojeda, José Elías Moreno, María Sorté y Xavier López "Chabelo", entre otros.

## Reparto
- Fernando Colunga como Jaime Rodríguez Coder
- Chantal Andere como Beatriz «Betty» de Rodríguez Coder
- Mariana Levy como Guadalupe «Lupita»
- Ernesto Laguardia como Miguel Méndez
- Juan Peláez como Saúl Rodríguez Coder
- Roberto Ballesteros como Gonzalo / Sr. Penumbra
- Nuria Bages como Carmelita de López
- José Elías Moreno como Eleuterio López «Lopitos»
- María Sorté como María Iriarte
- Eric del Castillo como Melquíades
- Leticia Calderón como Espíritu de las Navidades Futuras
- Renée Varsi como Natalia
- Rafael Inclán como Don Chente
- Jorge Trejo como Hipólito «Polito» López
- Luz María Aguilar como Doña Petra
- Julio Alemán como Severo Rubiales Conde
- Xavier López "Chabelo" como el Espíritu de las Navidades Presentes
- Macaria como Lamberta
- Polo Polo como Filemón
- Mauricio Islas como Edmundo Soto del Monte / Toño
- Aarón Hernán como Don Leonardo
- Karla Álvarez como Miriam
- Humberto Elizondo como Samuel
- Eugenio Cobo como Alberto Sánchez
- Luis Couturier como Fernando Soto del Monte
- Manuel Ojeda como Espíritu de las Navidades Pasadas
- Pedro Armendáriz Jr. como Rodolfo
- Alejandra Meyer como Amalia
- Eleazar Gómez como Pancho López
- Iliana Monserrat como Clarita López
- Gustavo Aguilar como Benavides
- Itatí Cantoral como Adriana
- Amparo Arozamena como Clienta de Melquíades
- Ana Bertha Lepe como Clienta de Melquíades
- Guillermo Rivas "El Borras" como Vecino
- Leonorilda Ochoa como Vecina
- Laura Flores como Mujer ángel «La señora bonita»
- Arath de la Torre como José Cruz / Bryan
- Sergio Ramos "El Comanche" como Hombre que saluda a Saúl
- Alberto Estrella como Hombre que trae sillas para la fiesta de la vecindad
- Susana González como Ana Soto del Monte
- Edith González como Josefina Coder
- Alejandro Ávila como Saúl Coder (joven)
- Antonio Brenan como Gemelo que ayuda a María
- Jorge Brenan como Gemelo que ayuda a María
- Rafael del Villar como Invitado en la fiesta de Jaime
- Eugenio Derbez como Enfermero
- Jorge Salinas como Invitado en la fiesta de Jaime
- Mariana Seoane como Invitada en la fiesta de Jaime
- Germán Gutiérrez como Invitado en la fiesta de Jaime
- Luz María Jerez como Invitada en la fiesta de Jaime
- Óscar Morelli como Joaquín
- Andrea Lagunés como Niña ángel
- Luis Gimeno como Dr. Ricardo García de Castro
- Enrique Lizalde como Arsenio
- Adalberto Martínez como Beto
- Nancy Patiño como Margarita (niña)
- Sherlyn como Margarita (joven)
- Enrique Rocha como Cliente de Don Chente
- Miguel Galván como Transeúnte que saluda Don Chente
- Polo Ortín como Rigoberto
- Mariana Botas como Niña ángel
- Arsenio Campos como Mateo
- Vanessa Guzmán como Claudia
- Arturo Peniche como Dr. Antonio
- Gustavo Rojo como Mariano
- Diana Bracho como Queta
- Adal Ramones como Él Mismo
- Eduardo Santamarina como Socio de Don Leonardo
- Jorge Ortiz de Pinedo como Marcial
- Victoria Ruffo como Octavia Costilla
- Francisco Gattorno como Juan Garcia
- Michelle Vieth como Michelle Rodríguez
- César Évora como Gabriel Almada
- Patricia Navidad como Ireybi Cárdenas
- Daniela Castro como Victoria Montero
- Abraham Ramos como Enrique Ortiz
- Aracely Arambula como Paulina Forero
- Pedro Weber "Chatanuga" como Dr. Ortiz
- Pablo Cobo como Niño en la calle
- Sergio Catalán
- Ingrid Martz como Invitada en la lucha libre
- Alejandro Villeli como Invitado en la lucha libre
- Alfonso Iturralde como Invitado en la lucha libre
- Adriana Nieto como Invitada en la lucha libre
- Marco Uriel como Taxista
- Alejandro Ruiz como Casimiro
- Gabriela Goldsmith como Katia
- Gerardo Murguía como Lic. Padilla
- Luis Bayardo como Esteban
- María Victoria como Inocencia
- Mario Casillas como Espíritu de las Campanas
- Joaquin Cordero como Espíritu de las Campanas
- Consuelo Duval como Espíritu
- Jaime Lozano como Espíritu
- Mayrin Villanueva como Espíritu
- Rafael Mercadante como Espíritu
- Rosa María Bianchi como Espíritu
- Rodrigo Ruiz como Espíritu
- Yadhira Carrillo como Espíritu
- Héctor Gómez como Espíritu de las campanas
- René Muñoz como Rey Baltazar
- Claudio Báez como Felipe
- Arleth Terán como Margarita adulta
- Alexis Ayala como Periodista, compañero y amigo de Jaime
- Miguel Herrera como Él mismo
- Julio Bracho como compañero y amigo de Jaime
- Raymundo Capetillo como invitado en la fiesta
- Luis Gatica como empleado de la fábrica
- Mauricio Aspe como empleado de la fábrica
- René Casados como amigo y socio de don Fernando

## Episodios
| N.º | Título                       | Fecha de emisión original |
| --- | ---------------------------- | ------------------------- |
| 1 | «Una válvula en el corazón»  | 20 de diciembre de 1999   |
| Lleno de ambición y poder, Don Saúl revisa su colchón, donde tiene billetes guardados, mientras la familia López comparte sus escasos alimentos. Eleuterio esta preocupado por su familia, ya que con lo que gana no le alcanza para lo básico, pero su situación empeora cuando descubren que Polito, su hijo, se empieza a sentir mal. Entonces, Antonio revisa a Polito y le dice a Lopitos que el niño necesita con urgencia una válvula en el corazón, ya que podría morir. |                              |                           |
| 2 | «Ayuda al orfanato»          | 21 de diciembre de 1999   |
| Filemón, le cuenta a Doña María que Don Saúl es el mejor donador, pero él se molesta al escucharlo y se niega a darle más dinero al orfanato. Luego, a don Saúl se le aparece una mano que convierte su bastón en serpiente y de la impresión cae desmayado, pero piensa que Jaime lo quiere volver loco para quedarse con su dinero. |                              |                           |
| 3 | «La advertencia de Samuel»   | 22 de diciembre de 1999   |
| Samuel aparece frente a Saúl y le dice que una Navidad antes de su muerte, su padre regresó del infierno para prevenirlo y él no lo escuchó. Luego, le advierte que tres espíritus especiales le mostrarán la llaga que ha hecho en su vida y en el futuro, de modo que sólo si los escucha con el corazón, se salvará. |                              |                           |
| 4 | «Lopitos y Polito»           | 23 de diciembre de 1999   |
| El espíritu de la Navidad lleva a don Saúl hasta la vivienda de Lopitos, donde descubre que vive solo, sin que nadie lo quiera y que tampoco tiene a Dios. Luego llega la Navidad futura y lo lleva al cuarto de Polito, quien tristemente se despide de su familia. |                              |                           |
| 5 | «Lo que nunca quisiste ver»  | 24 de diciembre de 1999   |
| Samuel, le pide a Saúl que no desperdicie su vida. Las Navidades le dicen que le mostraron lo que siempre quiso negar y que nunca las volverá a ver, por lo cual, los espíritus de la Navidad buscan la manera de hacer reflexionar a Saúl y convertirlo en una mejor persona. |                              |                           |
| 6 | «Lo que no compra el dinero» | 27 de diciembre de 1999   |
| Lopitos, le dice a Carmelita que Don Saúl le ofreció los recursos para operar a Polito. Por otra parte, Don Saúl piensa que nadie cree en su cambio y que con el dinero, no puede comprar el cariño que siempre negó. |                              |                           |
| 7 | «Una cirugía peligrosa»      | 28 de diciembre de 1999   |
| La familia López lleva a Polito al hospital, los doctores García y Ortiz revisan a Polito y se dan cuenta de la gravedad de su caso. El doctor Ortiz le dice a Lopitos que la operación es el único recurso, pero que es muy peligrosa con peligro de muerte. |                              |                           |
| 8 | «La mujer de blanco»         | 29 de diciembre de 1999   |
| Gonzalo, le hace creer a Natalia que va a ir a una reunión de embajadores. En tanto, Miriam y Filemón sorprenden a Edmundo en su oficina caracterizado como Antonio. Además, una mujer de blanco se le aparece a Polito y le dice que el momento más difícil está cerca. |                              |                           |
| 9 | «Un mundo de fantasía»       | 30 de diciembre de 1999   |
| Los vecinos contribuyen para que Natalia continúe creyendo en el mundo de fantasía que Gonzalo le ha creado, pero Carmelita llena de maldad, le confiesa toda la verdad. Sin embargo, Natalia asegura que siempre estuvo al tanto de la realidad y que hizo silencio por el amor que le tiene a Gonzalo. |                              |                           |
| 10 | «¿Quieres ser mi novia?»     | 31 de diciembre de 1999   |
| Don Chente, convence a Gonzalo para que regrese con Natalia, ya que ella sigue creyendo en el. En tanto, Edmundo le dice a Miriam que posiblemente no se cierre la planta, la invita a salir y le pide que sea su novia. Además, Gonzalo le da una gran noticia a Natalia. |                              |                           |
| 11 | «La estafa de Ángel»         | 3 de enero de 2000        |
| El periódico les otorga a Rodolfo y Doña Eugenia el premio al «Niño del Año», por la cantidad de $300,000 pesos. Con engaños, Ángel estafa a Miguel con su aguinaldo. Mientras tanto, Miguel le dice a Lopitos que invirtió todo su aguinaldo en un negocio que lo hará rico y decide renunciar a su empleo. |                              |                           |
| 12 | «El alma de Don Chente»      | 4 de enero de 2000        |
| Don Chente, sube al campanario y se le aparece el espíritu de las campanas, que le dice que hay mucha gente pidiendo por el y le señala hacia abajo, donde ve su propio cuerpo que yace tirado en el asfalto. |                              |                           |
| 13 | «Después de la muerte»       | 5 de enero de 2000        |
| El espíritu le dice a Don Chente que para morir, no hay un día predeterminado y lo lleva a ver cómo viven sus seres queridos cinco años después de su muerte. Entonces, Don Chente ve a Rigoberto exigirle a Lupita cinco meses de renta y amenazarla con lanzarla a la calle si no se pone al corriente con los pagos atrasados. |                              |                           |
| 14 | «Un hombre bueno»            | 6 de enero de 2000        |
| El espíritu le reconoce a Don Chente que intentó salvar a Fernando, a pesar de que lo considera detestable y que eso solo lo hace alguien con un corazón enorme. Don Chente va a dar gracias a las campanas y piensa que todo lo que vio fue un sueño. |                              |                           |
| 15 | «Milagros de Navidad»        | 7 de enero de 2000        |
| Don Chente va con Mariano, le dice que ya lo perdonó y lo invita a rezar el «Padre Nuestro». Luego ve a Queta en silla de ruedas y le regala un elefante que destella una luz, entonces Queta se pone en pie. Todos se reúnen a partir la rosca de reyes y piden que Don Chente sea el primero en repartir la primera rebanada. |                              |                           |